# Children of Bodom
Pour les articles homonymes, voir COB.
Children of Bodom (COB) est un groupe finlandais de death metal mélodique/power metal.
Les cinq membres du groupe sont originaires d'Espoo, une ville finlandaise voisine d'Helsinki où ils ont fondé le groupe en 1993 sous le nom d'Inearthed. La mascotte du groupe est affectueusement appelée Roy et représente l'image folklorique de la mort, la faucheuse. Elle est présente sur toutes les couvertures d'albums.
Entre 2016 et 2019, Children of Bodom se composait d'Alexi Laiho au chant et à la guitare lead, Daniel Freyberg à la guitare rythmique, Janne Wirman aux claviers, Henkka Seppälä à la basse et Jaska Raatikainen à la batterie. Ces trois derniers quittent le groupe après un dernier concert à Helsinki le 15 décembre suivant, mettant de fait un terme à Children of Bodom. Le frontman Alexi Laiho, chanteur, guitariste virtuose et compositeur, fonde alors un nouveau groupe, Bodom After Midnight, avant de décéder à 41 ans le 29 décembre 2020 des suites de son addiction à l'alcool.

## Historique

### Formation et débuts (1993–1997)
Children of Bodom est fondé en 1993 par le guitariste Alexi Laiho et le batteur Jaska Raatikainen sous le nom d'Inearthed. Le seul autre membre du groupe est alors le bassiste Samuli Miettinen, également auteur principal des paroles. Samuli doit quitter le groupe en 1995, remplacé par le jeune Henkka « Blacksmith » Seppälä. Mais c'est Alexi Laiho, déjà principal compositeur, qui prend le relais pour l'écriture des paroles. Après l'enregistrement de sa deuxième démo, le groupe recrute le guitariste rythmique Alexander Kuoppala et le claviériste Jani Pirisjoki.
Avec cette nouvelle formation, Inearthed enregistre sa troisième démo, intitulée Shining. Cette démo n'obtient pas autant de succès que les précédentes auprès des labels discographiques. Malgré leurs efforts, les membres du groupe ne parviennent pas à percer et ne jouent que dans de petites soirées locales. En guise de dernière tentative, le groupe décide de publier un album indépendant. Laiho voulait utiliser un clavier, mais Pirisjoki s'y montre médiocre lors des répétitions. Évincé, il est remplacé par un ami de Raatikainen, un pianiste de jazz nommé Janne « Warman » Wirman. Wirman est l'élément qui manquait à Inearthed. Sa présence permet au grouper d'assumer le style qui caractérisera plus tard Children of Bodom.
Avec Wirman, le groupe enregistre son premier album en 1997, Something Wild, et signe avec le label belge Shiver Records. Mais les membres d'Inearthed estiment que le label les arnaquent et décident de simuler une séparation pour se libérer du contrat. S'inspirant du nom du lac de Bodom, ils fondent leur groupe sous le nom de Children of Bodom. Ce nom est inspiré de l’affaire criminelle des meurtres du lac Bodom. Ce stratagème leur permet de signer avec Spinefarm Records.

### Something WildetHatebreeder(1997–2000)
Something Wild est produit, enregistré et mixé par Anssi Kippo et Children of Bodom au Astia-studios à Lappeenranta en Finlande. Dans une tentative de promotion du groupe, ce dernier présente un spectacle de Dimmu Borgir en 1997. Leur succès représente fièrement le label Nuclear Blast qui leur propose rapidement un contrat pour une commercialisation européenne. Something Wild est officiellement commercialisé en novembre 1997, et un vidéoclip promotionnel du titre Deadnight Warrior. La vidéo est réalisée par Mika Lindberg avec un petit budget équivalant à 1 000 €.
En 1999 sort leur deuxième album, Hatebreeder, qui les révèle au monde entier. Cet album est considéré comme étant le sommet du groupe de par ses rythmes de guitare variés et mélodiques, le clavier de Janne Wirman de plus en plus utilisé, et ses solos impressionnants pour le public. De nombreuses chansons de Hatebreeder sont connues comme les chansons fétiches de Children of Bodom. Leur style reste proche de celui de Something Wild, bien que le clavier y soit plus présent, et que le style néo-classique y prenne une place un peu plus importante, comme dans le morceau Bed of Razors. Children of Bodom effectue également cette année-là une tournée au Japon avec In Flames et Sinergy (le deuxième groupe d'Alexi Laiho), où le groupe enregistre son album live, Tokyo Warhearts. Selon Alexi, l'enregistrement de cet album live a été la meilleure façon pour tous les membres du groupe de se surpasser et de s'améliorer.

### Follow the Reaper(2000–2002)
Le groupe écrit neuf chansons et entre de nouveau en studio. L'enregistrement se fait en août et septembre 2000. L'album sort dès la fin de l'année ce nouvel opus nommé Follow the Reaper. Le groupe se lance dans de grandes tournées en Europe et aux États-Unis. 	

### Hate Crew Deathroll(2002–2004)
En février 2002, Children of Bodom commence la composition de son prochain album, Hate Crew Deathroll. Il repart à Astia-studio pour travailler une nouvelle fois aux côtés du producteur Anssi Kippo. La session se poursuit durant quelques mois, et l'album est commercialisé en janvier 2003 en Finlande. Le 3 janvier 2003, les Finnish Metal Music Awards se déroulent au Tavastia Club à Helsinki. Children of Bodom est récompensé dans la catégorie « meilleur groupe finlandais de l'année. »
La première tournée mondiale de Children of Bodom débute en 2003 et s'achève fin 2004. Les soirées affichent complet et permettent la consolidation de la réputation du groupe en Amérique du Nord, mais également une annonce inattendue : Kuoppala décide de quitter Children of Bodom pour des raisons personnelles en plein milieu de leur tournée sans prévenir. Dans une entrevue, Laiho explique les raisons de son départ : « disons, je suis consciencieux de ce que j'ai pu dire sur lui car il n'y a jamais eu de conflit entre nous. Il m'a dit qu'il en avait marre de cette tournée et de ce mode de vie de groupe rock 'n roll qui vivent dans des hôtels et tout. Pour moi, c'était bizarre parce qu'il voulait TOUJOURS faire ça! Il avait la pêche, puis il a tourné les talons. Je pense que c'est à cause de sa nouvelle copine. » Le guitariste Kai Nergaard, du groupe Griffin, est invité par Laiho à remplacer Kuoppala, mais il refuse. De ce fait, l'ami de Laiho, Roope Latvala, membre fondateur de Stone, assume le rôle de guitariste temporairement, puis de manière permanente.

### Are You Dead Yet?(2004-2007)
En 2004 sort l'EP Trashed, Lost And Strungout, avec Roope à la guitare rythmique. Le style musical continue sur la lancée de Hate Crew Deathroll, à savoir une musique orientée speed metal/power metal. 	 
En 2005, le groupe sort au mois d'août une démo uniquement en Finlande contenant la chanson In Your Face et une reprise en version metal (parodique) du titre Oops!... I Did It Again de la chanteuse pop américaine Britney Spears. En septembre 2005 sort le 5e album du groupe, Are You Dead Yet?, contenant neuf morceaux. Cet album pousse encore plus loin le changement amorcé par Children of Bodom entre Follow the Reaper et Hate Crew Deathroll. Le côté technique est moins présent et les mélodies ont partiellement cédé la place à des riffs plus pesants. Le clavier fait moins de mélodies mais s'affirme toujours au travers de l'ambiance. En juin 2006, le groupe embarque dans l'une de ses plus grandes tournées : The Unholy Alliance, aux côtés des groupes Slayer, Lamb of God, Mastodon, In Flames et Thine Eyes Bleed. Les groupes partent aux États-Unis durant juin et juillet, puis en Europe d'octobre à novembre.
Le 31 janvier 2007, Laiho dérape accidentellement dans une allée de bowling, si violemment qu'il se brise l'épaule gauche. De ce fait, il ne peut plus jouer de la guitare pendant six semaines. À la suite de cet incident, Children of Bodom est forcé d'annuler ses tournées pour 2007. Le 31 mars 2007, le site officiel du groupe annonce la condition dans laquelle se trouve Laiho expliquant que sa blessure ne sera jamais complètement rétablie, mais que cela n'affecte pas sa capacité à jouer de la guitare. Le groupe a également commencé la composition de nouvelle musiques qui devraient être enregistrées fin 2007.
Children of Bodom est sélectionné pour remplacer Velvet Revolver au festival Monsters of Rock, aux côtés d'Ozzy Osbourne et Megadeth.

### Blooddrunk(2007–2009)

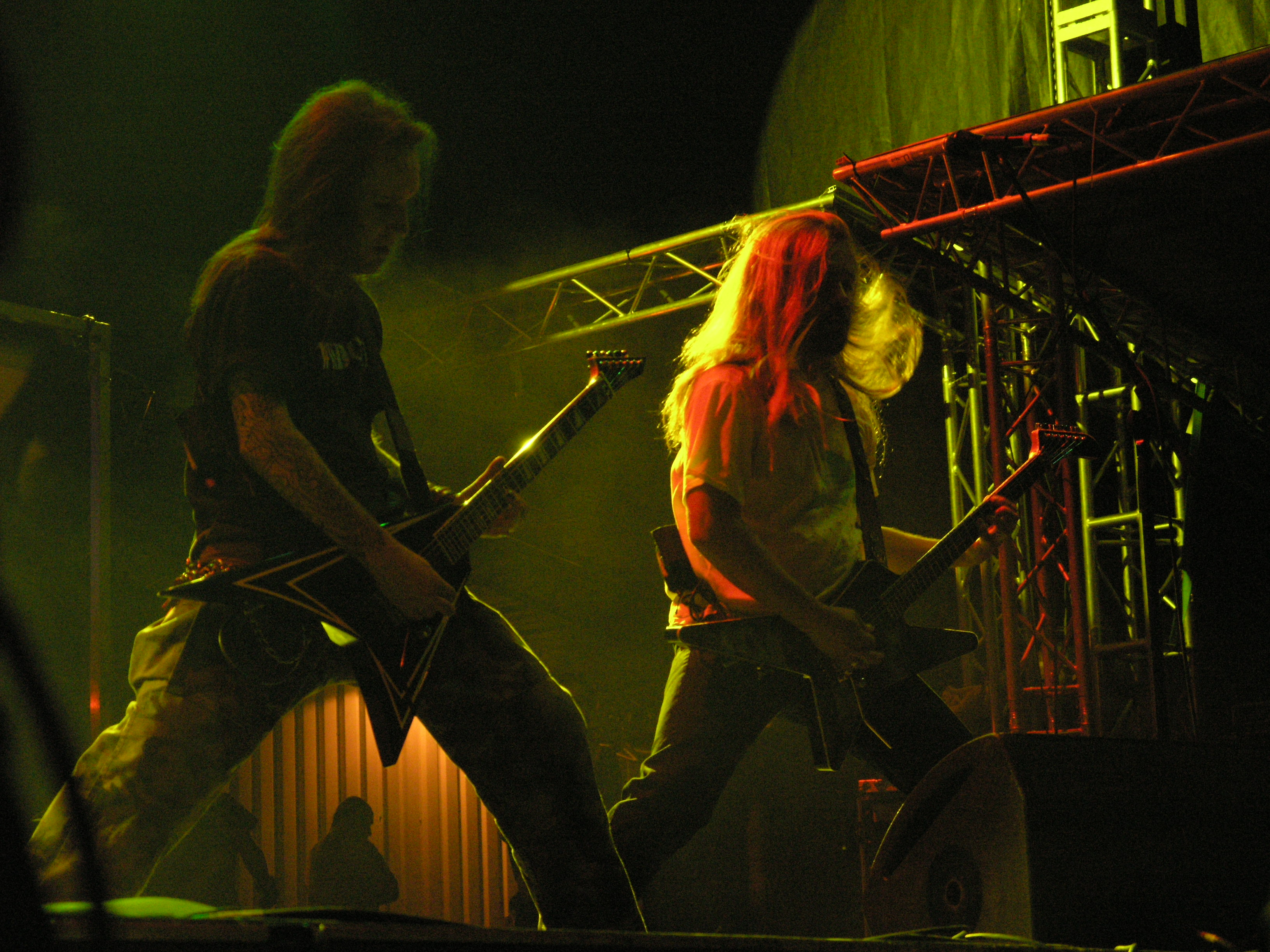
Le groupe en live aux Masters of Rock.

D'octobre à décembre 2007, Children of Bodom enregistre son sixième album studio, intitulé Blooddrunk, commercialisé le 15 avril 2008. L'album contient dix titres dont une reprise de Ghost Riders in the Sky. Children of Bodom est représenté au Gigantour 2008 nord-américain avec Megadeth, In Flames, Job for a Cowboy et High on Fire. Children of Bodom est l'un des premiers groupes confirmés au Wacken Open Air 2008, où ils jouent aux côtés de groupes comme Iron Maiden, Sonata Arctica et Avantasia. Children of Bodom joue au Donington Download le 15 juin, avec d'anciennes et nouvelles chansons. Le 8 mars 2008, Children of Bodom joue à son premier contrat au Royaume-Uni chez Zavvi à Oxford Street, Londres. Ils signent pour des exemplaires de Blooddrunk en format CD, et en vinyles 7 et 12 pouces, avec seulement 666 exemplaires de vinyles 12 pouces fabriqués.
Le 26 juin 2008, Children of Bodom joue pour la première fois à Auckland, en Nouvelle-Zélande en soutien à Dawn of Azazel et Subtract au Transmission Room. En 2008, les trois premiers albums de Children of Bodom, dont Tokyo Warhearts, sont remasterisés et de nouveau commercialisés. En septembre et en octobre 2008, le groupe fait une tournée aux États-Unis pour la promotion de Blooddrunk soutenue par The Black Dahlia Murder et Between the Buried and Me. Testament y fait également une apparition spéciale. En novembre et décembre 2008, le groupe fait sa tournée en Europe en soutien à Slipknot et Machine Head. Fin janvier-début mars 2009, le groupe se joint dans une tournée européenne aux côtés de Cannibal Corpse et Diablo. Le 2 avril 2009, Children of Bodom embarque pour le No Fear Energy Tour présenté par  Lamb of God avec comme soutien As I Lay Dying, mais est annulée à la suite d'une grave blessure que s'est faite Alexi en chutant le 26 avril 2009. À la suite de cet incident, le 8 mai 2009, au Roseland Ballroom à New York, Alexi et Children of Bodom sont forcés à se tenir éloignés de la scène pendant un temps. Laiho voulait à la base continuer la tournée malgré sa blessure, mais a été forcé à annuler les six dernières dates de tournée,.
En février 2009, Children of Bodom compose un album constitué de reprises musicales, intitulé Skeletons in the Closet, commercialisé le 23 septembre 2009. Ils confirment que de nouvelles chansons sont à venir. Le groupe embarque ensuite dans une tournée sud-américaine et au Mexique en septembre 2009. En septembre et octobre 2009, le groupe revient aux États-Unis puis organise une tournée de quelques mois. Austrian Death Machine et Holy Grail font une apparition spéciale dès leur seconde date de tournée à Pomona, Californie,.

### Relentless Reckless Forever(2010–2012)
Une fois la tournée Blooddrunk achevée, Children of Bodom débute l'enregistrement de son nouvel album. Lors de la session de batterie, une tornade s'est formée et l'électricité a été coupée. De ce fait, l'enregistrement est reporté jusqu'à leur date de tournée avec Black Label Society. Children of Bodom donne quelques informations au magazine Metal Hammer concernant les pistes de leur futur album. Les trois pistes sont intitulées : Pussyfoot Miss Suicide, Ugly, et Was It Worth It?,. En novembre, le groupe annonce The Ugly World Tour 2011 qui se déroulera de mars à mai 2011 et dont les dates de tournées seraient principalement en Europe. Le 24 novembre, le titre de l'album est annoncé être Relentless Reckless Forever. L'album est commercialisé le 8 mars 2011. Un vidéoclip de Was It Worth It? a été réalisé avec le skateboarder Chris Cole, Jamie Thomas, Garrett Hill et Tom Asta. Was It Worth It? est présenté comme contenu téléchargeable pour Guitar Hero: Warriors of Rock le 2 février 2011 sur console PlayStation 3 en Europe, et le 8 février 2011 sur Xbox 360 et Nintendo Wii dans le monde entier.
Relentless Reckless Forever est certifié disque d'or (avec 10 000 exemplaires vendus) en Finlande le 9 mars. Le 10 mars, l'album est vendu à plus 100 000 exemplaires à l'international.

### Halo of Blood(2012–2014)
En mars 2013, le groupe annonce sur leur fanpage le prochain album Halo of Blood. L'album est sorti le 7 juin en Europe et le 11 juin dans le reste du monde. L'album contient dix pistes. La journaliste Neil Kelly de PopMatters  félicite l'album ; « le death metal peut être dans la conscience populaire grâce à Halo of Blood, l'album de Children of Bodom le plus accessible publié à ce jour. » En mai 2014, le groupe se lance dans une tournée en Australie, visitant Brisbane, Sydney et Melbourne aux côtés d'Eye of the Enemy, et Orpheus Omega à Melbourne, ainsi qu'Emergency Gate à Brisbane et Sydney.

### I Worship Chaos(2015-2017)
Le 7 avril 2015, le groupe annonce la prochaine publication d'une suite de Halo of Blood. Le 29 mai 2015, le groupe annonce le départ de Roope Latvala de Children of Bodom ; leur futur album sera enregistré avec les quatre membres restants. Cependant, le groupe ajoute plus tard que Latvala sera remplacé par le guitariste Antti Wirman, frère cadet de Janne Wirman, qui se lance aux côtés du groupe lors d'un concert privé à Helsinki. Dans un entretien avec Janne Wirman, il explique qu'Antti Wirman ne sera pas membre permanent du groupe. Il explique également que leur nouvel album contient une « atmosphère très sombre. » Le titre de l'album est annoncé le 8 juin 2015 comme étant I Worship Chaos ; il est ensuite publié par le label Nuclear Blast le 2 octobre 2015. Il atteint les classements musicaux et accueilli d'une manière mitigée par la presse spécialisée.

### Hexed(2017-2019)
En septembre 2017, le claviériste du groupe Janne Wirman annonce que le groupe prévoit de retourner en studio après leur dernière tournée. Le groupe commence à enregistrer leur nouvel album en mars 2018. En août 2018, le bassiste Henkka Seppälä dit dans une interview que l'album sortira en début d'année 2019. En novembre 2018, le nom du nouvel album, Hexed, est révélé. Il sort en mars 2019 chez Nuclear Blast.

### Fin du groupe
Le 1er novembre 2019, Children of Bodom annonce dans un communiqué via leurs réseaux sociaux que trois des membres fondateurs, Janne Wirman, Henkka Seppälä et Jaska Raatikainen quitteront le groupe à la fin de l'année après un dernier concert, nommé A Chapter Called Children of Bodom.
Cependant, les membres restants, à savoir Alexi Laiho et Daniel Freyberg, auront peut-être l'obligation de changer le nom du groupe. En effet, le nom Children of Bodom est détenu par AA & Sewira Consulting Oy, compagnie dont les droits appartiennent à Laiho, Raatikainen, Seppälä et Wirman. Laiho devra donc avoir l'autorisation des anciens membres du groupe pour continuer à utiliser ce nom.
Le chanteur-guitariste explique dans une interview que ce n'est probablement pas une bonne idée : « Il se peut que le nom de la nouvelle formation doive être tourné d'une autre manière. Ou bien cela pourra juste être Bodom ou le nom de l'une de nos chansons. mais cela doit être un nom qui suggère que c'est le même groupe. »
Laiho annonce plus tard que le groupe est dissous et qu'il continue avec Daniel Freyberg, Waltteri Väyrynen, Mitja Toivonen et Lauri Salomaa sous le nom de Bodom After Midnight.
Le lundi 4 janvier 2021, il est annoncé qu'Alexi Laiho est décédé à l'âge de 41 ans. Le EP Paint the Sky with Blood de Bodom After Midnight sort le 21 avril 2021 de manière posthume.

## Membres

### Anciens membres
- Daniel Freyberg – guitare rythmique (2016-2019)
- Alexi Laiho – chant, guitare solo (1993-2019)
- Roope Latvala – guitare rythmique (2003-2015)
- Alexander Kuoppala – guitare rythmique (1996–2003)
- Jani Pirisjoki –  clavier (1995–1997)
- Samuli Miettinen – basse (1993–1996)
- Janne Wirman – clavier (1997-2019)
- Henkka Seppälä – chant secondaire, basse (1996-2019)
- Jaska Raatikainen – batterie (1993-2019)

### Membres de session
- Erna Siikavirta – clavier (1998)
- Kimberly Goss – clavier (septembre 1998)
- Antti Wirman - guitare rythmique (2015)

## Discographie
- 1997 : Something Wild
- 1999 : Hatebreeder
- 2000 : Follow the Reaper
- 2003 : Hate Crew Deathroll
- 2005 : Are You Dead Yet?
- 2008 : Blooddrunk
- 2011 : Relentless Reckless Forever
- 2013 : Halo of Blood
- 2015 : I Worship Chaos
- 2019 : Hexed

## Vidéographie

### Clips
- 1997 : Deadnight Warrior, tiré de Something Wild
- 1999 : Downfall, tiré de Hatebreeder
- 2000 : Everytime I Die, tiré de Follow The Reaper
- 2003 : Sixpounder, tiré de Hate Crew Deathroll
- 2004 : Trashed, Lost & Strungout, tiré de Are you dead yet?, dirigé par Patric Ullaeus
- 2005 : In Your Face, tiré de Are you dead yet?
- 2006 : Are You Dead Yet?, tiré de Are you dead yet?
- 2006 : Living Dead Beat, tiré de Are you dead yet?, dirigé par Patric Ullaeus
- 2008 : Hellhounds On My Trail, tiré de Blooddrunk
- 2009 : Blooddrunk, tiré de Blooddrunk
- 2012 : Shovel knockout, tiré de Relentless Reckless Forever
- 2013 : Transference, tiré de Halo Of Blood
- 2015 : Morrigan, tiré de I Worship Chaos, dirigé par Patric Ullaeus
- 2018 : Under Grass And Clover, tiré de Hexed, dirigé par Ykä Järvinen
- 2019 : Platitudes And Barren Words, tiré de Hexed
- 2019 : Hexed, tiré de Hexed, dirigé par Lucas Cappy et James McIntosh

### Vidéos lyriques
- 2015 : I Hurt, tiré de I Worship Chaos
- 2015 : I Worship Chaos, tiré de I Worship Chaos
- 2016 : Horns, tiré de I Worship Chaos
- 2016 : My Bodom (I Am the Only One), tiré de I Worship Chaos
- 2019 : This road, tiré de Hexed
- 2019 : Hecate's Nightmare, tiré de Hexed

### DVD
- 2006 : Chaos Ridden Years - Stockholm Knockout Live, réalisé par Patric Ullaeus